# Pseudelaeodes
Pseudelaeodes är ett släkte av fjärilar. Pseudelaeodes ingår i familjen nattflyn.
Kladogram enligt Catalogue of Life:
| Pseudelaeodes | \| \| Pseudelaeodes proteoides \| \| \| \| \| \| Pseudelaeodes sogai \| \| \| \| |
|               | \| \| Pseudelaeodes proteoides \| \| \| \| \| \| Pseudelaeodes sogai \| \| \| \| |
|               | Pseudelaeodes proteoides                                                         |
|               |                                                                                  |
|               | Pseudelaeodes sogai                                                              |
|               |                                                                                  |